# Игнатьево (Череповецкий район)
Игнатьево — деревня в Череповецком районе Вологодской области.
Входит в состав Николо-Раменского сельского поселения, с точки зрения административно-территориального деления — в Николо-Раменский сельсовет.
Расстояние по автодороге до районного центра Череповца — 94 км, до центра муниципального образования Николо-Раменья — 4 км. Ближайшие населённые пункты — Николо-Раменье, Трофанково, Степанково.
Разделена на 2 деревни: Старое Игнатьево и Новое Игнатьево. Расстояние между деревнями примерно 2 км.
Рядом находится Игнатьевское озеро.
По переписи 2002 года население — 32 человека (16 мужчин, 16 женщин). Всё население — русские.